# Psychoanalytisches Seminar Zürich
Das Psychoanalytische Seminar Zürich (PSZ) ist ein Ausbildungsinstitut für freudsche Psychoanalyse in der Schweiz und ist national und international anerkannt. Es bietet Ausbildungen an in Psychoanalyse für Erwachsene sowie für Kinder und Jugendliche und Weiterbildungen in psychoanalytischer Psychotherapie, ebenfalls sowohl für Erwachsene wie auch für Kinder und Jugendliche sowie in psychoanalytischer Sozialarbeit.

## Entstehungsgeschichte
Das Psychoanalytische Seminar Zürich hat eine bewegte bald 70-jährige Geschichte hinter sich.

### Das „Chränzli“
Die Entstehungsgeschichte des Psychoanalytischen Seminars ist eng mit einer Besonderheit der Schweizer Psychoanalyse verbunden. Schon 1947 bildete sich um die Psychoanalytiker Fritz Morgenthaler, Jacques Berna, Paul Parin und Goldy Parin-Matthèy ein freundschaftlich verbundener Kreis von Psychoanalytikern, der sich regelmässig am Mittwochabend traf und auf einem hohen Niveau das Interesse an der Psychoanalyse pflegte.

### Basisdemokratie
1958 entstand daraus ein psychoanalytisches Seminar für Kandidaten, dessen Ausbildung sich bereits in wesentlichen Punkten von dem Reglement der Internationalen Psychoanalytischen Vereinigung (IPV) unterschied: Es gab keine Vorselektion der Ausbildungskandidaten und deren persönliche Analyse wurde erst im Nachhinein – nach Abschluss der Ausbildung – als Lehranalyse anerkannt. Demnach gab es auch den Status des Lehranalytikers nicht. Dieses Verständnis schien diesem Zürcher Kreis von Analytikern innerhalb der Schweizerischen Gesellschaft für Psychoanalyse (SGP) eher den Anforderungen der Psychoanalyse zu entsprechen und sollte einer Verschulung dieser Ausbildung vorbeugen.
Verstärkt durch die Institutionskritik und die Demokratisierung, die von der 68er-Bewegung auf vielen Gebieten gefordert und errungen wurde, kam es in Zürich – als weiterer Besonderheit der Schweizer Psychoanalyse – zu einer sich immer mehr ausweitenden Beteiligung der Kandidaten in den Gremien und bei der Gestaltung des Seminars. Schliesslich übernahm die Versammlung aller Teilnehmer als Kollektiv die Geschicke des Seminars und bestellte die Seminarleitung.

### Bruch mit der SGP
Über strukturelle und inhaltlich-politische Fragen ergaben sich im Laufe der Zeit immer heftiger werdende Konflikte mit der SGP, bis es schliesslich im Juni 1977 zur Aussperrung des Teilnehmerkollektivs aus den Räumlichkeiten des Seminars und damit zur Spaltung des PSZ und der SGP kam, die nun ein eigenes Ausbildungsinstitut in Zürich errichtete. Das PSZ mietete sich eigene Räume und wurde zu einem eigenständigen psychoanalytischen Ausbildungsinstitut. In einer Absichtserklärung, die von der Teilnehmerversammlung 1982 verabschiedet wurde, heisst es: „Durch seine innere Organisation versucht das Seminar, einen Raum zu schaffen, in dem Psychoanalyse in ihrer Konflikthaftigkeit und Widersprüchlichkeit vermittelt und erfahren werden kann. Diese Organisation ist nicht dazu da, Wissen zu verwalten, sondern ihr Ziel ist es, den nie abschliessbaren Prozess zu fördern, der Wissen stets aufs Neue erzeugt.“

### Offenheit und Sozialpolitik
Die offene Struktur des PSZ und der freie Zugang zu praktisch allen Veranstaltungen ermöglicht eine intensive Diskussion und eine persönliche Aneignung psychoanalytischer Theorie und Praxis, was sich auch in den zahlreichen Publikationen niederschlägt, die aus dem Kreis der Teilnehmer entstehen und in der fachspezifischen und allgemeinen Öffentlichkeit grosse Beachtung erlangen.
Auf Grund seiner Geschichte und seiner Organisationsform ist die Auseinandersetzung mit der Psychoanalyse am PSZ nicht allein auf ihre klinischen Aspekte zentriert, sondern auch auf ihre Vermittlung und Verbindung mit kultur- und gesellschaftspolitischen Fragen und Disziplinen ausgerichtet. So wurde in seinem Umfeld von Fritz Morgenthaler, Paul Parin und Goldy Parin-Matthèy die Ethnopsychoanalyse begründet und von Mario Erdheim, Maya Nadig, Florence Weiss und anderen weitergeführt.
Auch entstanden vor diesem Hintergrund Veröffentlichungen, die etablierte Wissenschaft kritisch analysierten und infrage zu stellen wagten. Beispielsweise wurde unter dem Titel Bei Lichte betrachtet wird es finster eine Aufsatzsammlung mit „Frauensichten“ publiziert, die aufzeigten, wie sehr das Geschlecht der Forscher Einfluss auf wissenschaftliche Ergebnisse nimmt.

## Preisstiftung
In der Tradition dieses Verständnisses stiftete das PSZ aus Anlass seines 30-jährigen Bestehens einen Preis für interdisziplinären Austausch mit der Psychoanalyse:
- The Missing Link. Der Preis für Psychoanalyse und …
- Eine Auszeichnung des Psychoanalytischen Seminars Zürich

Der Preis wurde 2007 das erste Mal verliehen und ging an Robert Pfaller, Kulturwissenschaftler aus Linz für sein Buch Die Illusionen der anderen. Über das Lustprinzip in der Kultur.

## Schriften
- Psychoanalytisches Seminar Zürich (Hrsg.): Bei Lichte betrachtet wird es finster. Frauensichten (= Die kleine weiße Reihe. Band 98). Athenäum, Frankfurt am Main 1987, ISBN 3-610-04698-8.